# Agricultura abierta
La iniciativa Agricultura Abierta (OpenAg) es un proyecto en desarrollo del MIT Media Lab del Instituto de Tecnología de Massachusetts y fundado en 2015 por Caleb Harper. Los objetivos del proyecto buscan desarrollar plataformas de agricultura con entornos controlados, estas plataformas tienen el nombre de Food Computers (‘computadoras de alimentos’ u ‘ordenadores de alimentos’), que pueden operar en una variedad de tamaños los cuales van desde el uso experimental, educacional o personal hasta la producción de lo que el OpenAg llama Food Datacenter (‘Centro de datos de alimentos’).
Todo el hardware, software y datos será de código abierto con la intención de crear una plataforma abierta de investigación y experimentación agrícola.
OpenAg defiende y busca una transparencia en la industria agrícola, promueve además que sea sostenible y además fomenta las prácticas agrícolas locales a través de una agricultura urbana que podría mejorar el acceso a comidas más frescas y sanas para los habitantes de las ciudades.

## Computadora alimentaria
La iniciativa OpenAg acuñó el término Food Computer (o ‘Computadora Alimentaria’ en idioma español) para describir su principal producto. Originalmente desarrollado en el proyecto del CityFARM del MIT, las Food Computer son plataformas de agricultura con ambiente controlado utilizando para ello tecnologías agrícolas sin uso de suelo como la hidroponía y la aeroponía que facilitan el crecimiento de cultivos en lugares cerrados. La Computadora Alimentaria también utiliza una variedad de sensores que sirven para monitorizar el clima interno dentro de una cámara de crecimiento especializado y así poder crear las condiciones ambientales requeridas para el desarrollo óptimo del cultivo.
El interior de la cámara de crecimiento de la Computadora Alimentaria tiene un alto control y análisis del desarrollo del cultivo a través de tecnología como Arduino, Raspberry Pi y sensores de humedad, detectores de carbono y nitrógeno así como niveles de pH, toda esta información es generada y almacenada durante todo el ciclo del cultivo. Con estos datos se pueden crear climate recipes (‘recetas de clima’) que afectan directamente en el fenotipo de los cultivos (características observables de un cultivo). Estas Recetas de Clima pueden ser almacenadas y accesibles a otros usuarios que podrían descargarlas para su uso o adaptación dentro de las Computadoras Alimentarias con las que cuenten.
El término Computadora Alimentaria podría aplicarse en general a cualquier iniciativa de Agricultura Abierta que contenga un sistema de ambiente controlado o también el término podría aplicarse específicamente al modelo más pequeño que tiene el nombre de Personal Food Computer (‘Computadora Personal Alimentaria’). Que es del tamaño de un refrigerador de oficina («mini-bar») y puede ser instalado en casas, salones de escuelas, y lugares para la experimentación a pequeña escala. El siguiente tamaño tiene el nombre de Food Server (‘Servidor Alimentario’) y tiene una medida de contenedor estándar, su estructura está desarrollada para granja vertical.
Las computadoras alimentarias aún no son comercializadas, actualmente existen seis prototipos que operan en escuelas en Boston, y tres Servidores Alimentarios instalados y operando en el MIT, la Universidad Estatal de Míchigan y en el Cinvestav de Guadalajara en México.
Las instrucciones y diagramas para la construcción de estas Computadoras Alimentarias se encuentran disponibles para cualquier persona que desee experimentar con estos dispositivos esperando con ello que el proyecto se extienda a otros países.

## Biblioteca Abierta de Fenotipos
La variedad de las condiciones climáticas incluyendo la temperatura, humedad relativa, niveles de dióxido de carbono y oxígeno, pH, la conductividad eléctrica del agua, y la exposición a diversos nutrientes, fertilizantes y químicos determina la manera en que las plantas crecen y cómo lo harán Condiciones de clima diferentes crean fenotipos diversos incluso en plantas que tienen un genotipo similar o idéntico y que son observables a través de su color, tamaño, textura, crecimiento, sabor, densidad de sus nutrientes entre otras características. Es por ello que otro de los objetivos de OpenAg es el crear una biblioteca abierta con la recolección de todos estos datos que puedan producir determinados fenotipos que se busca tengan nuestros cultivos.

## Afiliaciones y financiación
La Iniciativa de Agricultura Abierta es principalmente financiada Por el MIT Laboratorio de Medios de comunicación, el cual es casi 100 % financiado a través de afiliaciones corporativas. La Iniciativa de Agricultura Abierta también ha recibido aprobaciones concretas de miembros como IDEO, Lee Kum Kee, Target Corporation, Unilever, y Welspun. OpenAg También ha recibido inversiones adicionales y contribuciones filantrópicas de compañías e instituciones no afiliadas con el Laboratorio de Medios de comunicación.